# Dissidents des FARC
Les dissidents des FARC (espagnol : Disidencias de las Farc) font référence à des groupes composés d'anciens membres des Forces armées révolutionnaires de Colombie (FARC) qui ont refusé de déposer les armes après le traité de paix de 2016 entre les FARC et le gouvernement ou qui ont repris le combat après s’être momentanément démobilisés. 
Les dissidents sont d'abord peu nombreux (300 à 500, alors que 14 000 guérilleros prennent part au processus de paix) et dirigés par des commandants ayant un rang intermédiaire au sein des FARC. Aucun des membres du Secrétariat (l'instance la plus élevée du commandement des FARC, composée de neuf membres), ne se joignant à eux. En 2019, une deuxième faction dissidente apparait, Segunda Marquetalia, fondée par des guérilleros qui avaient d'abord soutenu le processus de paix avant de considérer que l’État avait renié ses promesses.
Les dissidences se composent aujourd'hui de deux structures principales et rivales : la première initialement commandée par Gentil Duarte (tué le 4 mai 2022), parfois appelée par les médias Bloc sud-oriental, et l'autre menée par Iván Márquez, dite Segunda Marquetalia.
En 2018, les dissidences comptaient 1 200 membres. En 2021, elles en comptaient 5 200 selon un rapport de l’Institut d’études pour le développement et la paix (Indepaz). La majorité d'entre eux sont de nouvelles recrues n'ayant pas appartenu aux FARC.

## Événements

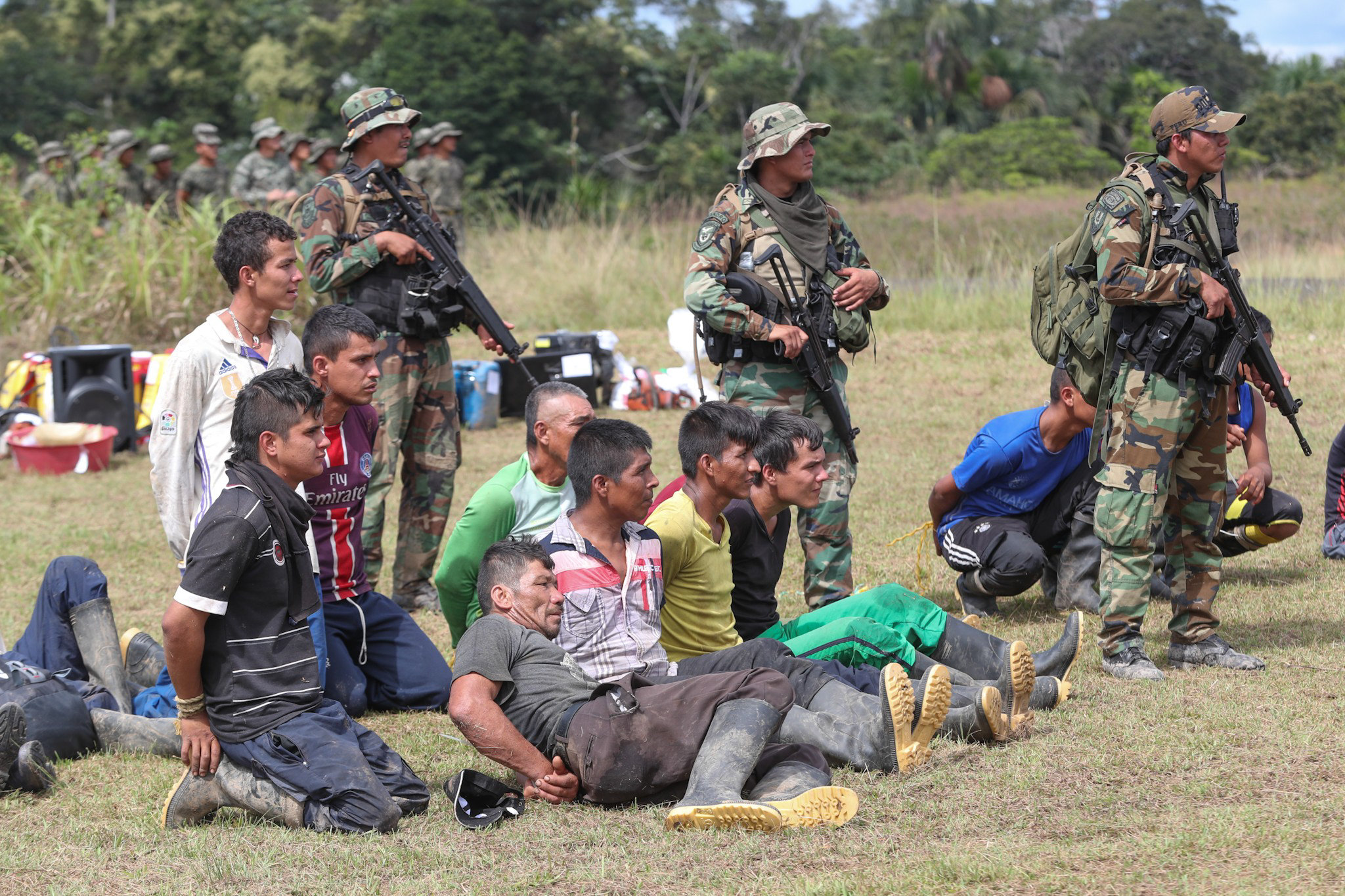
Des dissidents des FARC arrêtés à Putumayo, au Pérou, lors de l'opération Armageddon.

Le « Bloc sud-oriental » est principalement présent dans la forêt amazonienne et sur la frontière vénézuélienne. Il se compose d'une trentaine de groupes, alliés les uns aux autres et répondant à un haut commandement commun, mais conservant leur autonomie et leur propre dynamique locale. Certains sont ainsi des groupes criminels destinés au trafic de drogue, alors que d'autres ont des objectifs politiques. Leur attitude vis-à-vis de la guérilla de l'Armée de libération nationale (ELN) ou des narcotrafiquants issus du paramilitarisme est également variable'.
Ces groupes ont constitué une forme d'État parallèle dans les régions rurales très pauvres et historiquement marqués par l’absence de l’État qu'ils contrôlent. Ils y gèrent des litiges de toutes sortes, comme les divorce ou les vols, organisent les travaux publics, et imposent une taxe sur les activités économiques.
Le 15 juillet 2018, les gouvernements colombien et péruvien ont lancé une opération militaire conjoint connu sous le nom d'opération Armageddon pour combattre les dissidents des FARC. Le Pérou a décrété un état d'urgence de 60 jours dans la province de Putumayo, une région frontalière de la Colombie et de l'Équateur. Le premier jour, plus de 50 personnes ont été arrêtées dans le cadre de l'opération, la majorité étant des ressortissants colombiens, tandis que quatre laboratoires de cocaïne ont été démantelés.
Les membres démobilisés des FARC subissent la pression des groupes paramilitaires — plusieurs centaines de démobilisés ont été assassinés — et des institutions de l’État, notamment la menace de se voir extradés vers les États-Unis pour des faits relevant du trafic de cocaïne. L’arrestation en 2018 de l'un des commandants emblématiques de la guérilla, Jesus Santrich, victime d'un montage judiciaire visant à l’inculper pour narcotrafic, suscita une vive inquiétude et fut à l’origine de la disparition de plusieurs cadres de la guérilla qui retournèrent dans la clandestinité. La Commission de vérité et de réconciliation confirmera en 2022 que Jesus Santrich et Iván Márquez ont fait l'objet d'un complot de la DEA et du procureur général colombien Néstor Humberto Martínez pour mettre en péril le processus de paix et inciter les FARC à reprendre les armes.
Le 29 août 2019, Iván Márquez, Jesus Santrich (qui a été libéré après un an de prison par la Cour suprême) et plusieurs autres anciens commandants annoncent dans une vidéo leur retour à la lutte armée et la constitution d'une nouvelle organisation insurgée, la Segunda Marquetalia, dont le nom fait référence à la fondation des FARC en 1964. Cette dissidence entend adopter une nouvelle manière de mener le conflit, notamment en mettant fin aux attaques contre l’armée. « Nous aurons un nouveau mode opératoire contre l’État. Nous ne répondrons qu’à l’offensive. Nous ne voulons pas continuer à nous entretuer entre frères de classe pendant qu’une oligarchie arrogante continue de manipuler notre destin », déclare Ivan Marquez dans sa vidéo, précisant que les attaques ne viseraient plus désormais que l'« oligarchie ». Alliée à l'Armée de libération nationale (ELN), elle est essentiellement établie dans le département colombien d’Arauca et l’État vénézuélien frontalier d’Apure.
Le 26 juin 2020, il a été confirmé que les dissidents du Clan del Golfo et des FARC étaient dans un conflit armé direct dans le nord d'Antioquia connu sous le nom d'Opération Mil. Le Clan del Golfo, qui a envoyé 1 000 de ses paramilitaires d'Urabá (es), du sud de Córdoba et du Chocó, souhaite éliminer la dissidence des FARC du nord d'Antioquia et prendre le contrôle de toute la municipalité d'Ituango.
Les rebelles opérant à proximité de la frontière avec le Venezuela se réfugient souvent dans ce pays pour échapper aux bombardements aériens de l’armée colombienne. Le 21 mars 2021, les Forces armées nationales bolivariennes du Venezuela ont lancé une opération militaire à grande échelle contre les dissidents des FARC à Apure, au Venezuela. Les affrontements d'Apure en 2021 (es) ont entraîné le déplacement de plus de 5 000 civils.
Le 25 mai 2022, des responsables des services de renseignement colombiens et vénézuéliens ont confirmé la mort de Gentil Duarte (es), le chef de file des dissidents des FARC. Le 15 juillet 2022, le ministre de la défense annonce que son successeur en tant que principal chef de la dissidence, Ivan Mordisco, a été tué par l'armée dans le sud-ouest du pays. Il réapparait toutefois en vie par la suite.
L'élection de Gustavo Petro à la présidence en juin 2022 conduit à un nouveau processus de paix. Premier président issu de la gauche de l'histoire récente de la Colombie, Petro déclare souhaiter une « paix totale » et se déclare prêt à négocier avec les guérillas, ce à quoi ces dernières répondent favorablement. La faction menée par Ivan Mordisco déclare dans un communiqué le 31 juillet considérer le président Petro et sa vice-présidente Francia Márquez comme « de véritables représentants des aspirations des classes populaires » et indique sa disposition à créer « un climat propice à un accord de cessez-le-feu bilatéral ». Elle annonce le 23 septembre le début du cessez-le-feu.